# Robert William Atkinson
Pour les articles homonymes, voir Atkinson.
Robert William Atkinson (1850-10 décembre 1929) est un chimiste britannique qui fut conseiller étranger au Japon durant l'ère Meiji. Il contribua à la fondation de la société chimique du Japon en 1878 et fut le professeur de Takamatsu Toyokichi (ja) et de Sakurai Joji (ja)

## Biographie
Né à Newcastle, Atkinson étudie à l'école royale des mines de Londres, puis devient l'assistant de Alexander William Williamson à l'université de Londres. Cet ancien professeur des cinq de Chōshū le recommande auprès du gouvernement japonais pour l'engager comme conseiller étranger et il signe deux contrats : du 9 septembre 1874 au 8 septembre 1878, et du 3 février 1879 au 4 juillet 1881. Il travaille à l'école Kaisei de Tokyo (ja) (future université impériale de Tokyo) et enseigne la chimie analytique et la chimie appliquée (ja). 
Pendant son séjour, il se questionne sur l’approvisionnement en eau de Tokyo (à une époque où les épidémies de choléra sont fréquentes), écrit un livre sur les secrets de la fabrication du saké, et étudie les miroirs de bronze polie servant à refléter l'image du Bouddha, ainsi que la teinture à l'indigo (ja) du « bleu japon ».
En été 1879, il part en exploration avec son collègue William Gray Dixon, un professeur d'anglais, dans différentes montagnes : aux monts Yatsugatake, au mont Haku et au mont Tate. 
De retour en Grande-Bretagne en 1904, il travaille comme conseiller dans une aciérie avant d'être assassiné à Cardiff en 1929.